# Niafles
Niafles település Franciaországban, Mayenne megyében. Lakosainak száma 347 fő (2022. január 1.). Niafles Bouchamps-lès-Craon, Craon, Livré-la-Touche, Saint-Martin-du-Limet és La Selle-Craonnaise községekkel határos.

## Népesség
A település népességének változása:
| Lakosok száma | 272  | 281  | 318  | 295  | 340  | 341  | 350  | 354  | 353  | 347  |
|               | 1968 | 1982 | 1990 | 2006 | 2013 | 2015 | 2017 | 2019 | 2020 | 2022 |